# Kumbli
Kumbli ist eine unbewohnte estnische Insel im Finnischen Meerbusen der Ostsee.
Sie liegt im Norden Estlands nahe der Insel Aegna. Kumbli ist 2,3 Hektar groß. Die Insel liegt 3 m über dem Meeresspiegel.
Verwaltungsmäßig gehört Kumbli zur Gemeinde Viimsi.